# Sale dei Pianeti

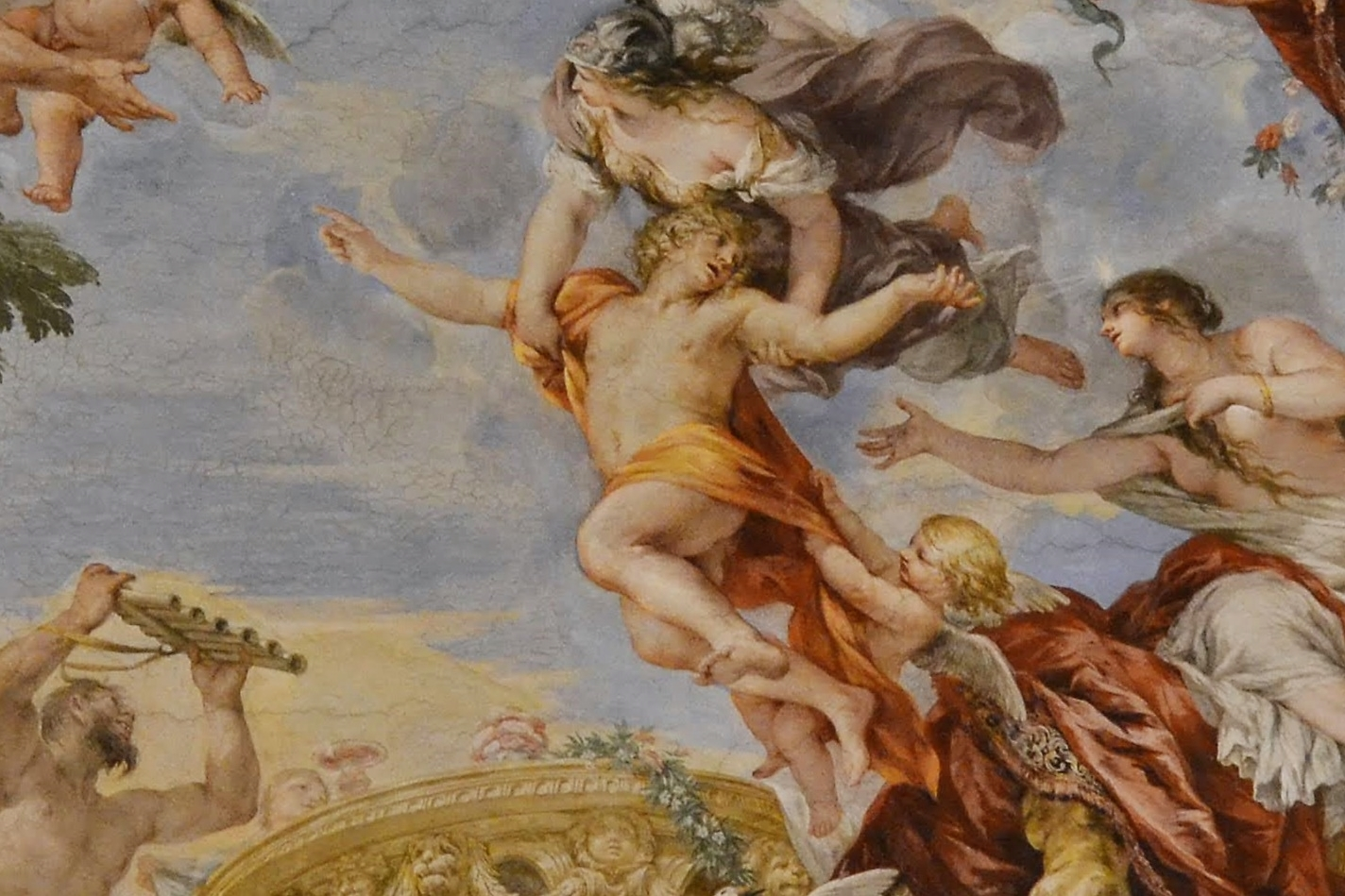
Dettaglio del principe Medici nella volta della sala di Venere

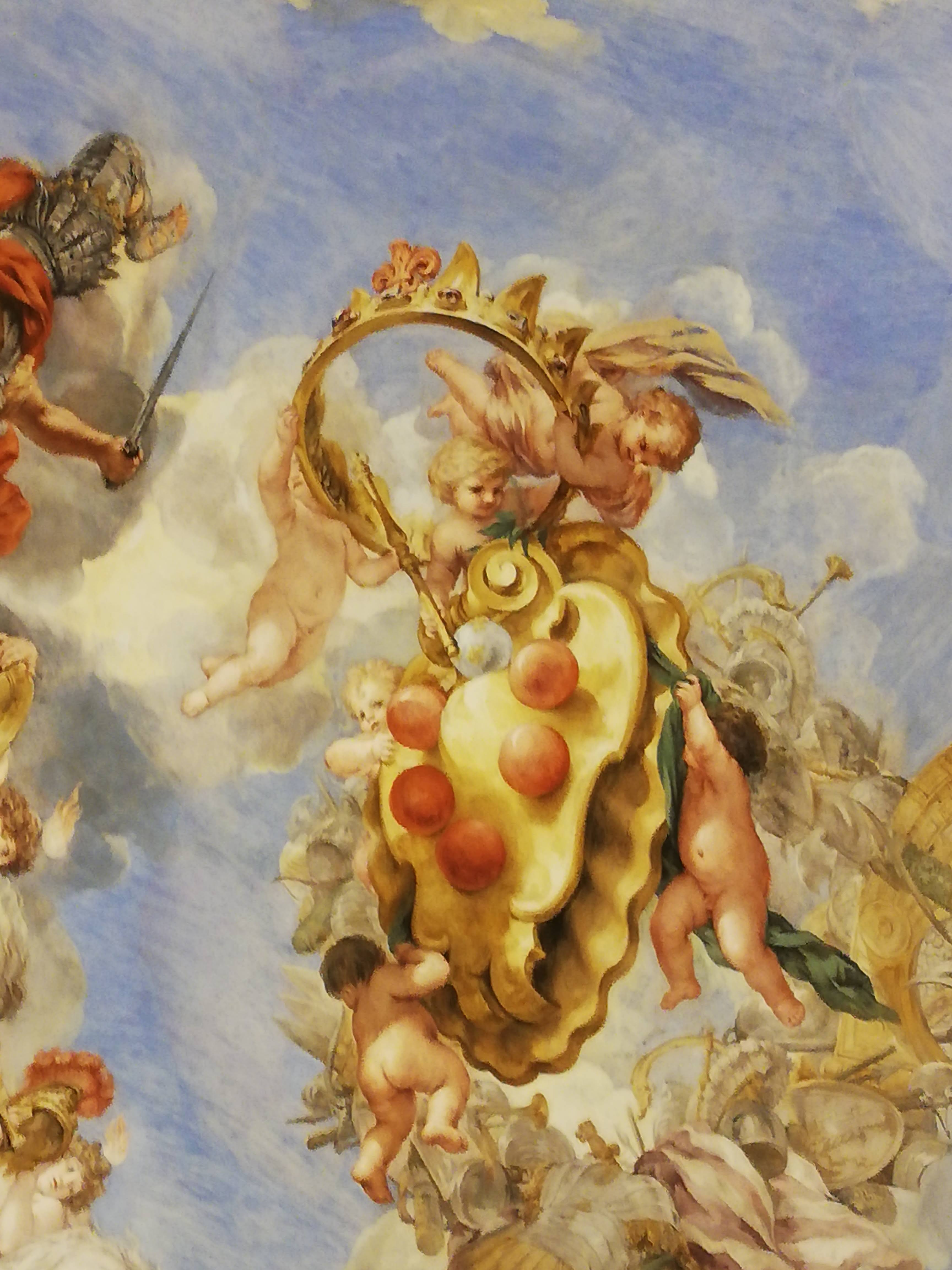
Lo Stemma de' Medici al centro della volta della sala di Marte (Pietro da Cortona)

Le sale dei Pianeti sono una serie di cinque ambienti che si succedono nel palazzo Pitti a Firenze.
Le sale sono note sotto il profilo artistico in quanto le volte furono affrescate con cicli a tema allegorico elogianti la dinastia Medici da Pietro da Cortona, che tra il 1640 e il 1647 lavorò a quattro sale, e da Ciro Ferri, che tra il 1659 e il 1665 completò un ambiente lasciato incompiuto dal maestro e realizzò le scene dell'ultima stanza. Gli affreschi, il cui progetto iconografico fu redatto da Francesco Rondinelli, mostrano tramite allegorie e le varie divinità da cui prendono il nome le diverse sale quelle che sono le virtù che un principe ideale deve possedere per il buon governo.
I cicli dei Pianeti rappresentano, assieme al Trionfo della Divina Provvidenza di palazzo Barberini a Roma, nonché agli affreschi della sala della Stufa dello stesso palazzo Pitti e a quelli delle Storie di Enea del palazzo Pamphilj di piazza Navona a Roma, uno dei momenti più alti dell'arte pittorica di Pietro da Cortona e, più in generale, dell'arte barocca italiana ad affresco.

## Storia

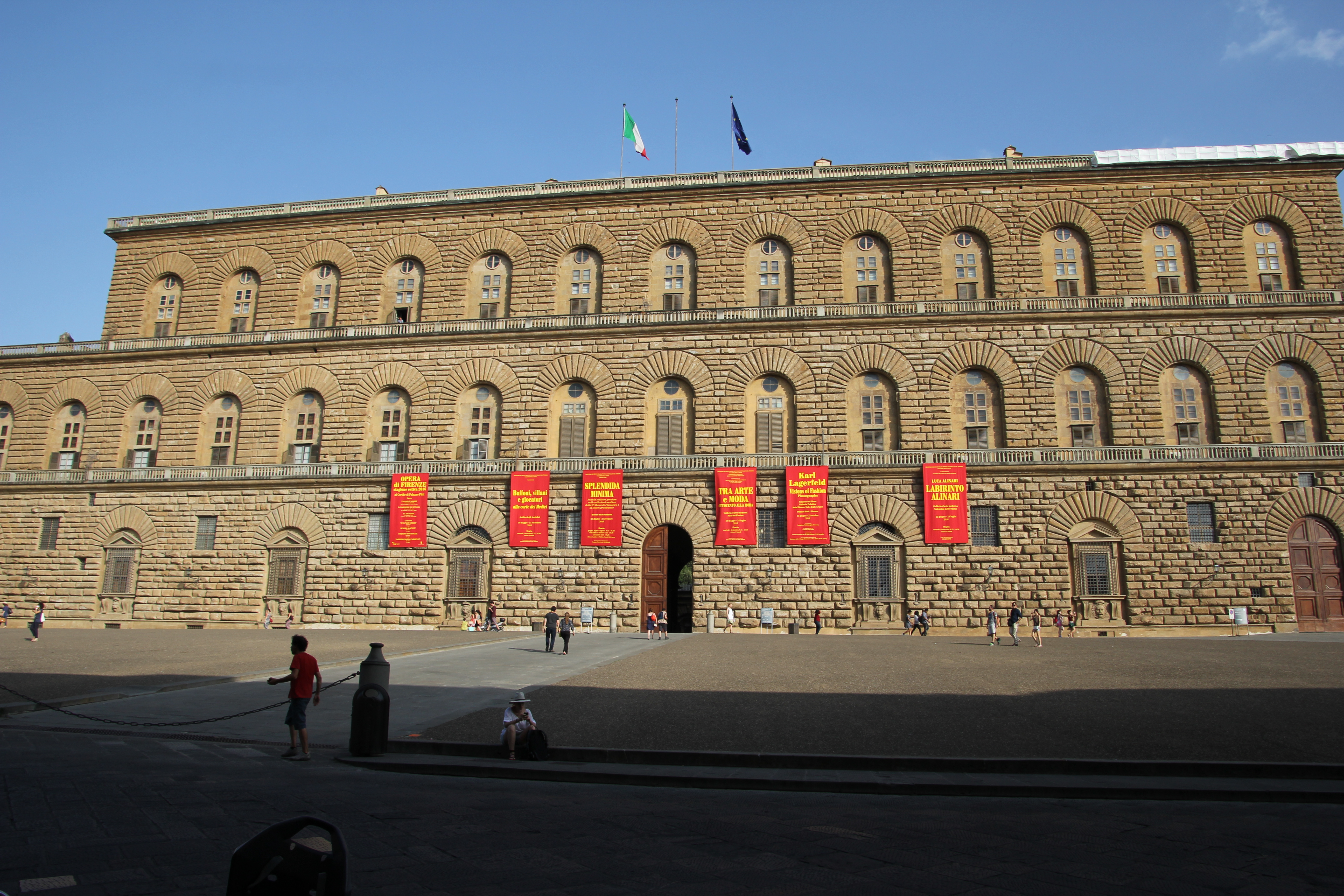
Facciata di palazzo Pitti (Firenze)

Pianta del primo piano di palazzo Pitti con evidenziate in blu le Sale dei Pianeti. Da destra a sinistra, in successione, la sala di Venere (1), di Apollo (2), di Marte (3), di Giove (4) e di Saturno (5). Le sale delle Nicchie (A) e dell'Iliade (B) erano in origine destinate a ospitare anch'esse i cicli di affreschi di Pietro da Cortona; successivamente furono escluse dal progetto decorativo in questione.

Nel maggio del 1641 Pietro da Cortona si reca a Firenze in un secondo soggiorno (il primo fu nel 1637) per completare i due affreschi mancanti della serie di quattro per la sala della Stufa di palazzo Pitti, iniziata tre anni prima. In questa occasione l'artista, che dimorava in casa di Michelangelo Buonarroti il Giovane, riceve un'altra notevole commessa dal granduca Ferdinando II de' Medici, ossia i cicli delle volte di sette stanze del piano nobile di quello che sarebbe diventato il suo futuro appartamento d'inverno in palazzo Pitti (in ordine di successione: Venere, Apollo, Marte, Giove e Saturno, a cui poi si dovevano aggiungere quella delle Nicchie, che era la prima, e dell'Iliade, che era l'ultima, per le quali tuttavia non si furono mai concretizzate le commesse).
Le scene vennero concepite su un'idea dell'erudito toscano Francesco Rondinelli (1589-1665), elemosiniere del cardinale Carlo de' Medici e bibliotecario di casa, il quale immagina le storie degli dei da cui i pianeti prendono il nome, corredate da altre scene tratte dalla mitologia e dalla storia antica che, in maniera allegorica, descrivono con un unico pensiero narrativo quelle virtù necessarie a un principe (in questo caso quello Medici) per riuscire nel buon governo. Nella successione delle storie e delle sale si ripercorrono le fasi educative e della vita del principe, che è accompagnato nella formazione dalle varie divinità dell'Olimpo, dall'adolescenza (sala di Venere), alla giovinezza (sala di Apollo), all'affermazione di se (sala di Marte), fino alla maturità (sala di Giove) e alla saggezza eterna (sala di Saturno).

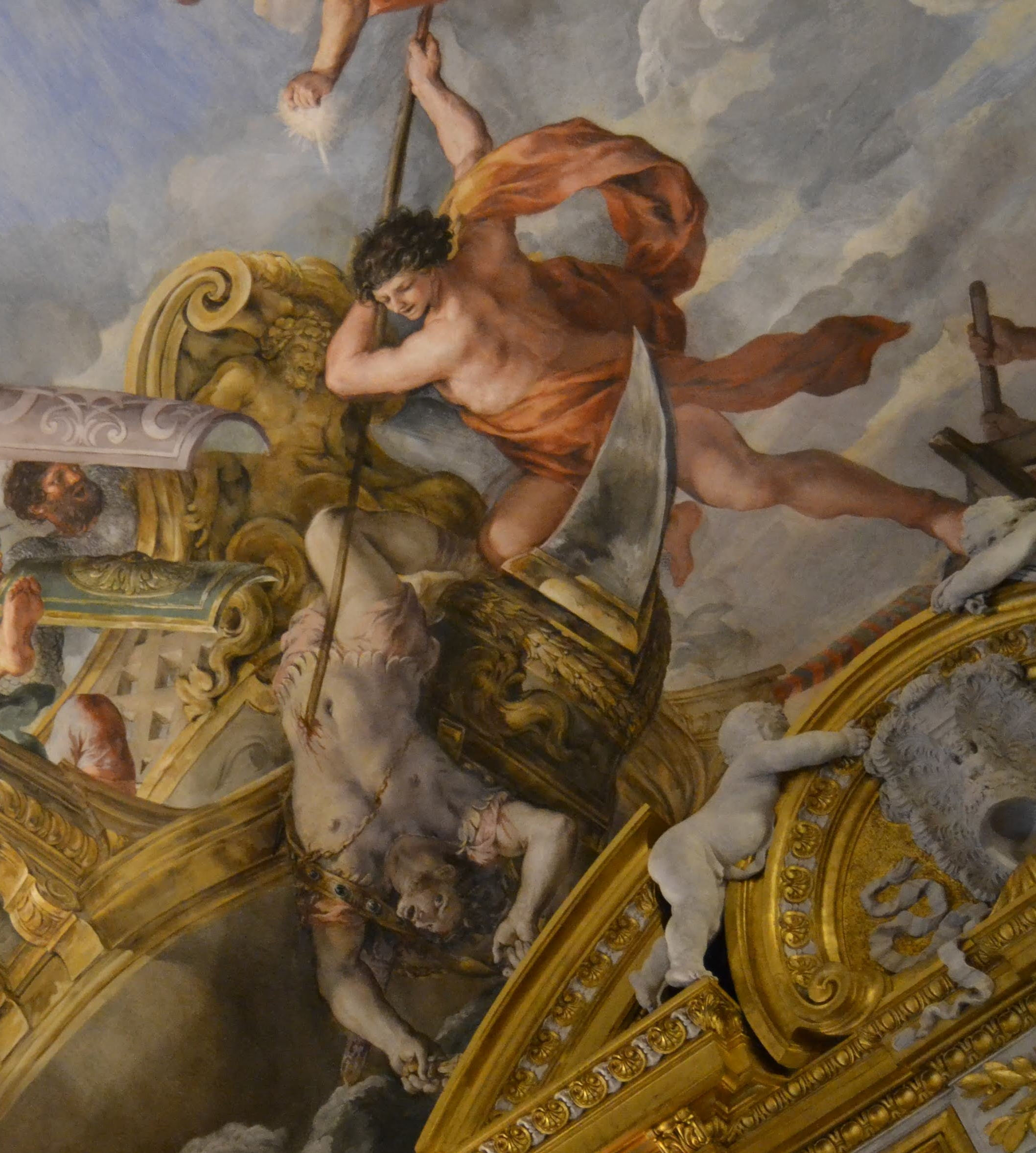
Dettaglio del principe Medici nella volta della sala di Marte

L'originalità della composizione del Cortona sta nel fatto che le storie non raccontano un personaggio specifico della dinastia, ma un modello ideale, utile sia per l'elogio al casato del passato che del futuro. Assieme al principe lo accompagna in tutte le storie Ercole, che è ritratto con la classica pelle di leone in dosso, mentre il principe è sempre concepito con un velo "arancione" a copertura delle zone intime; nella sala di Saturno, questi è ritratto anziano proprio per rispondere al tema della saggezza eterna a cui allude il percorso iconografico.
Tra gli elementi originali della decorazione compare inoltre anche il connubio affreschi-stucchi che il Cortona progettò nelle sale, secondo Filippo Baldinucci fu anche autore materiale di alcune delle figure scolpite, la prima volta in cui l'artista si cimenta in un'opera simile, superando il concetto di finte sculture o di finti fregi che invece avevano caratterizzato gli affreschi precedenti (quelli della chiesa di Santa Sabina e anche della volta Barberini). Per l'esecuzione degli stucchi il pittore si avvalse di tre stuccatori provenienti da Roma (non certamente identificati, uno probabilmente fu Cosimo Silvestrini) che, come si evince da una lettera del soprintendente Andrea Arrighetti a Ferdinando II del 20 maggio 1642, venivano pagati 70 scudi al mese. Oltre a conferire una monumentalità agli affreschi, gli stucchi svolgono anche una funzione di perfetto dialogo con i medesimi, fungendo da elementi narrativi di concreta rilevanza, senza quindi limitarsi allo scopo di mera cornice dell'opera pittorica, ma anzi, dove in alcuni casi invadono addirittura lo spazio della scena dipinta (come nei mostri martini, prigioni e tritoni che insistono dinanzi alle lunette della sala di Giove). Molte decorazioni furono ricoperte di oro, dando ancor più prestigio e valore (anche materiale) alla sala; su tutte quella di Saturno, dove per volere del Ferri, forse anche preoccupato del fatto che questa sala potesse "sfigurare" in confronto alle precedenti, a cui aveva messo mano il Cortona in prima persona, chiese di rivedere il suo progetto iniziale che non includeva tutti questi elementi decorativi, che di fatto una volta attuati, fecero considerevolmente lievitare i costi di esecuzione.

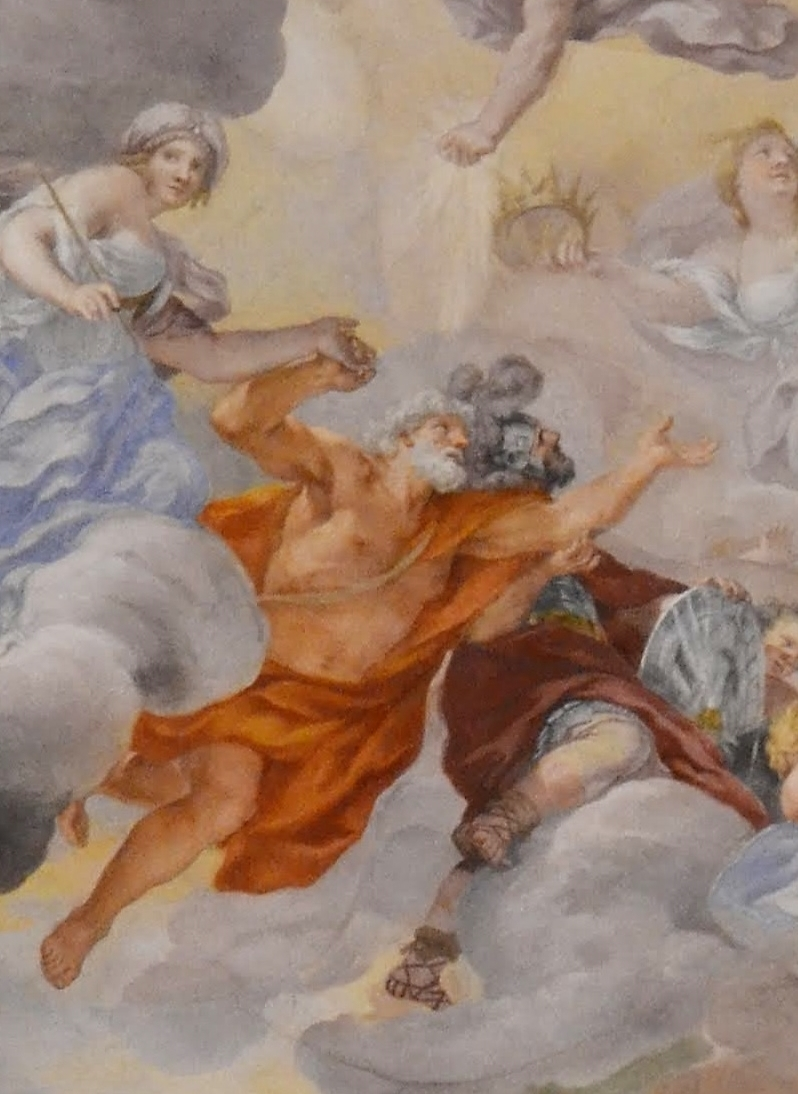
Dettaglio del principe Medici nella volta della sala di Saturno

Nella primissima stesura erano previste le decorazioni di altre due stanze, in ordine, la prima e l'ultima dell'appartamento, rispettivamente quella delle Nicchie e dell'Iliade, che tuttavia non furono mai realizzate, ancorché preparati i disegni e i progetti.
Il Cortona ricevette per la commessa diversi pagamenti, tuttavia mai perfettamente cadenzati: un primo acconto di 500 scudi fu ricevuto solo nel luglio del 1644 (quindi tre anni dopo l'inizio dei lavori), un altro pari a 1.000 scudi fu invece ricevuto nel gennaio del 1645, anno in cui furono poi versati ancora altri 500 scudi. Altri 600 scudi furono invece inviati da Giovancarlo nella primavera del 1656, quando il pittore era a Roma e doveva preparare il completamento della sala di Apollo, lasciata incompiuta dal 1647. Per l'ultimazione della stessa sala avviene quindi il pagamento di due acconti pari a 200 scudi l'uno a Ciro Ferri, e in più, nel 1661, l'erogazione di ulteriori 1.100 scudi per congedarlo dal cantiere a lavori terminati. Un'altra somma pari a quest'ultima, infine, il pittore la riceve anche nel 1665 per la realizzazione dell'ultima sala, quella di Saturno.

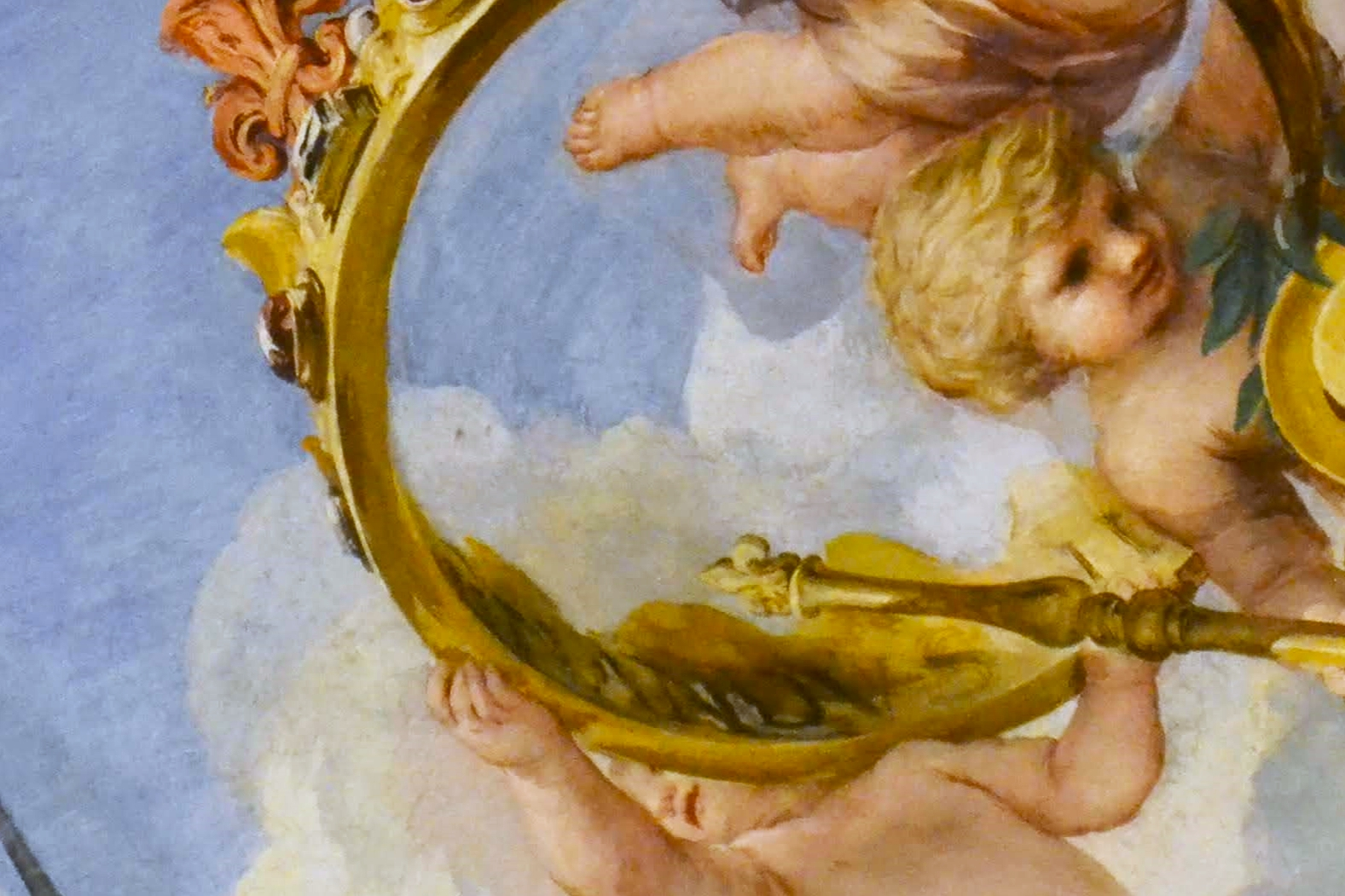
Particolare della corona reale nella sala di Marte, dove compare sulla parte interna il nome del committente, Ferdinando II de' Medici.

I principali interlocutori col Cortona durante lo stato di avanzamento dei lavori furono Andrea Arrighetti, soprintendente alle opere del granducato, e il cardinale Giovancarlo de' Medici, fratello minore di Ferdinando II. In una Firenze ancora sofferente dalla peste del 1630, che l'aveva afflitta fino al 1634, il lavoro svolto nelle sale dei Pianeti fu una boccata d'ossigeno per l'ambiente, trovando sin dal principio ampi consensi sul panorama locale e nazionale determinando lo sviluppo della pittura barocca a Firenze (fino a quel momento pressoché assente) e che vedrà nella figura di Baldassarre Franceschini da Volterra il maggior esponente locale.

## La questione cronologica
L'intero ciclo decorativo delle sale fu compiuto con scarsa continuità: una prima interruzione dei lavori infatti si ebbe nel 1643, anno in cui il Cortona lo passa interamente a Roma per completare altre commesse locali precedenti, un'altra interruzione si ha poi nel 1647, allorché il pittore lascia incompiuta la scena nella sala di Apollo, che poi verrà terminata solo nel 1660 dal Ferri.
Non vi è certezza su quale sia stato l'ordine cronologico della realizzazione delle sale, causa mancanza di fonti puntuali e certe, in particolar modo non vi è chiarezza su quali tra le sale di Venere e Giove siano state la prima e la seconda realizzata, fermo restando che quella di Apollo è ritenuta essere, con unanime certezza della critica, l'ultima compiuta dal Cortona prima del ritorno a Roma, nel 1647, mentre quella di Saturno è l'ultima dell'iconografia realizzata molti anni dopo da Ciro Ferri.
Per quanto riguarda le prime tre sale, invece, in base alle ricevute di pagamento, alle varie corrispondenze che il Cortona aveva con il cardinale Francesco Barberini piuttosto che con Cassiano dal Pozzo, nonché a eventi mondani e cerimoniali che si sono svolti negli stessi ambienti, e di cui ve ne è traccia documentaristica certa, è stato possibile costruire due tipi di scenari: da un lato, secondo studi più datati, si ritiene che l'ordine di esecuzione sia stato quello di Venere (1641-1643), Giove (1643-1646), Marte (1646-1647), Apollo (1642, 1647 e 1659) e Saturno (1663-1665); dall'altro, secondo studi più moderni, si ritiene che l'ordine possa essere invece quello di Giove (1641-1644), Venere (1642-1644), Marte (1644-1645), Apollo (1642, 1645-1647 e 1659) e Saturno (1663-1665).

## Descrizione

### Sala di Venere

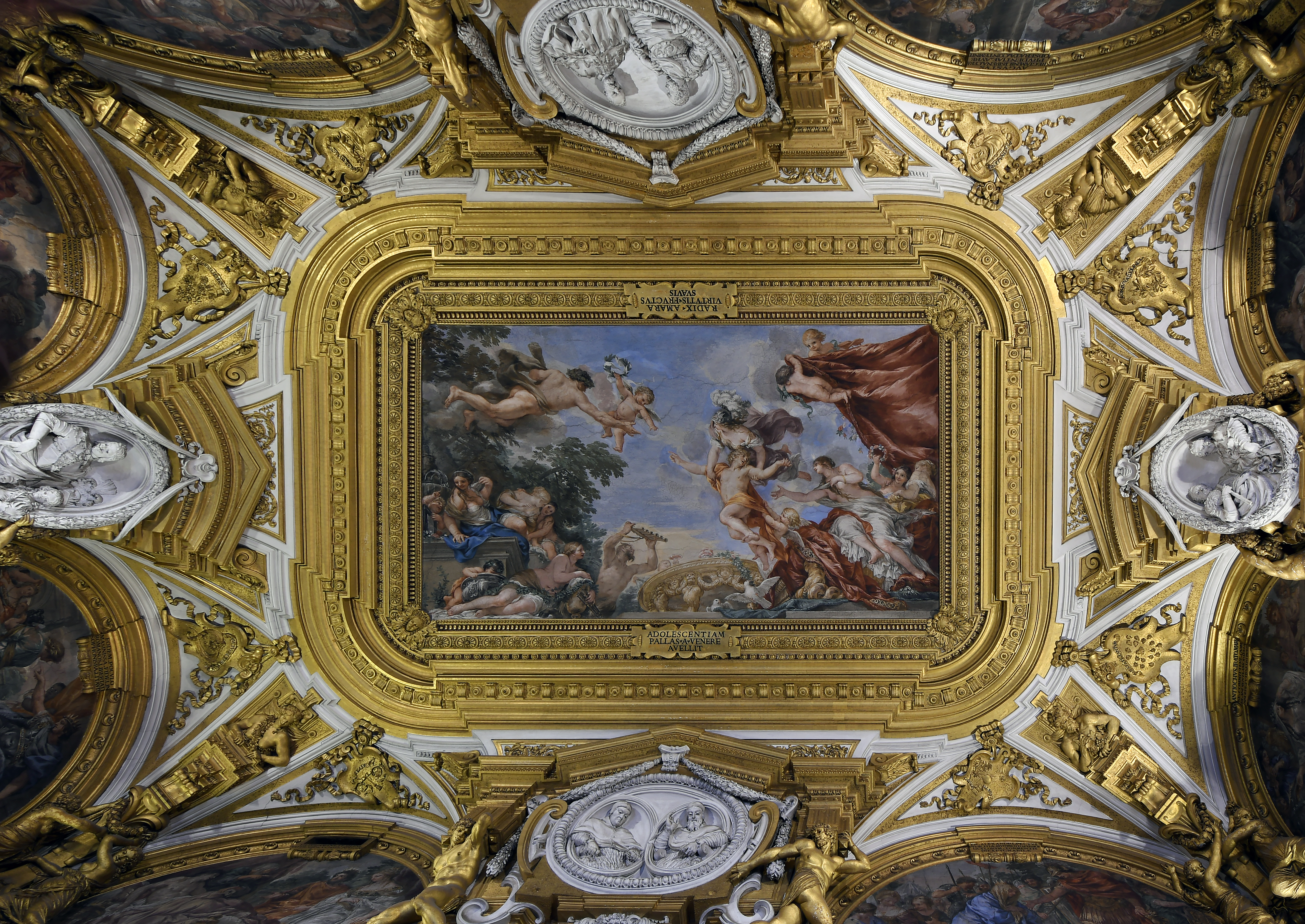
Sala di Venere

Nella sala di Venere, la cui destinazione era quella di anticamera per il popolo comune che attendeva di avere udienza dal granduca, al centro della volta il Cortona realizzò Il principe Medici strappato da Venere e condotto da Minerva verso Ercole, mentre nelle otto lunette sottostanti, intervallate da quattro tondi con busti in gesso, sono: Ciro rifiuta Pantea moglie di Abbrada, Alessandro e la famiglia di Dario, Antioco e Stratonice, Antioco III e la sacerdotessa di Diana, La continenza di Scipione, Morte di Sofonisba e Massinissa, Ottaviano e Cleopatra, Fausta che tenta il figliastro Crispo. I busti sono invece a coppie di due, in quattro ovali, e raffigurano alcuni esponenti di spicco del casato, quindi Cosimo I e Francesco I de' Medici, Ferdinando I e Cosimo II de' Medici, Papa Clemente VII e papa Leone X, Ferdinando II e il Gran principe Cosimo III de' Medici. Sopra ogni lunetta è presente un cartiglio con un'inscrizione latina, ad eccezione di quella di Antioco e Stratonice (la prima a sinistra) dov'è invece un finestrino nascosto che consentiva al granduca di ascoltare le conversazioni degli ospiti che attendevano in sala (che di fatto era un'anticamera) di essere chiamati in udienza.
Dal punto di vista iconografico la scenografia ad affresco vuole dimostrare come un principe, in età adolescente, sia alienato dalla incontinenza ed educato alle virtù.
Secondo studi più datati, questa fu la prima sala su cui lavorò il Cortona, intorno al 1641. Da due corrispondenze del Cortona a Cassiano dal Pozzo, si evince che nell'estate del 1641 la sala era già quasi completata, mentre il 20 dicembre dello stesso anno ne annunciava il completamento entro due mesi da quel momento, così per poi procedere alla decorazione della seconda e successiva stanza. In un'ulteriore lettera inviata al cardinale Francesco Barberini, datata 30 dicembre 1641, il Cortona dichiara invece che i lavori sono conclusi. Gli stuccatori continuarono a lavorare nell'ambiente almeno fino al maggio del 1643, allorché l'ultima ricevuta di pagamento, datata al 2 ottobre dello stesso anno, fa riferimento proprio ai lavori effettuati in primavera.
Secondo studi più recenti invece, questa è stata la seconda sala su cui il Cortona lavorò, tra il 1642 e il 1644, dopo quella di Giove, che invece fu la prima.

### Sala di Apollo

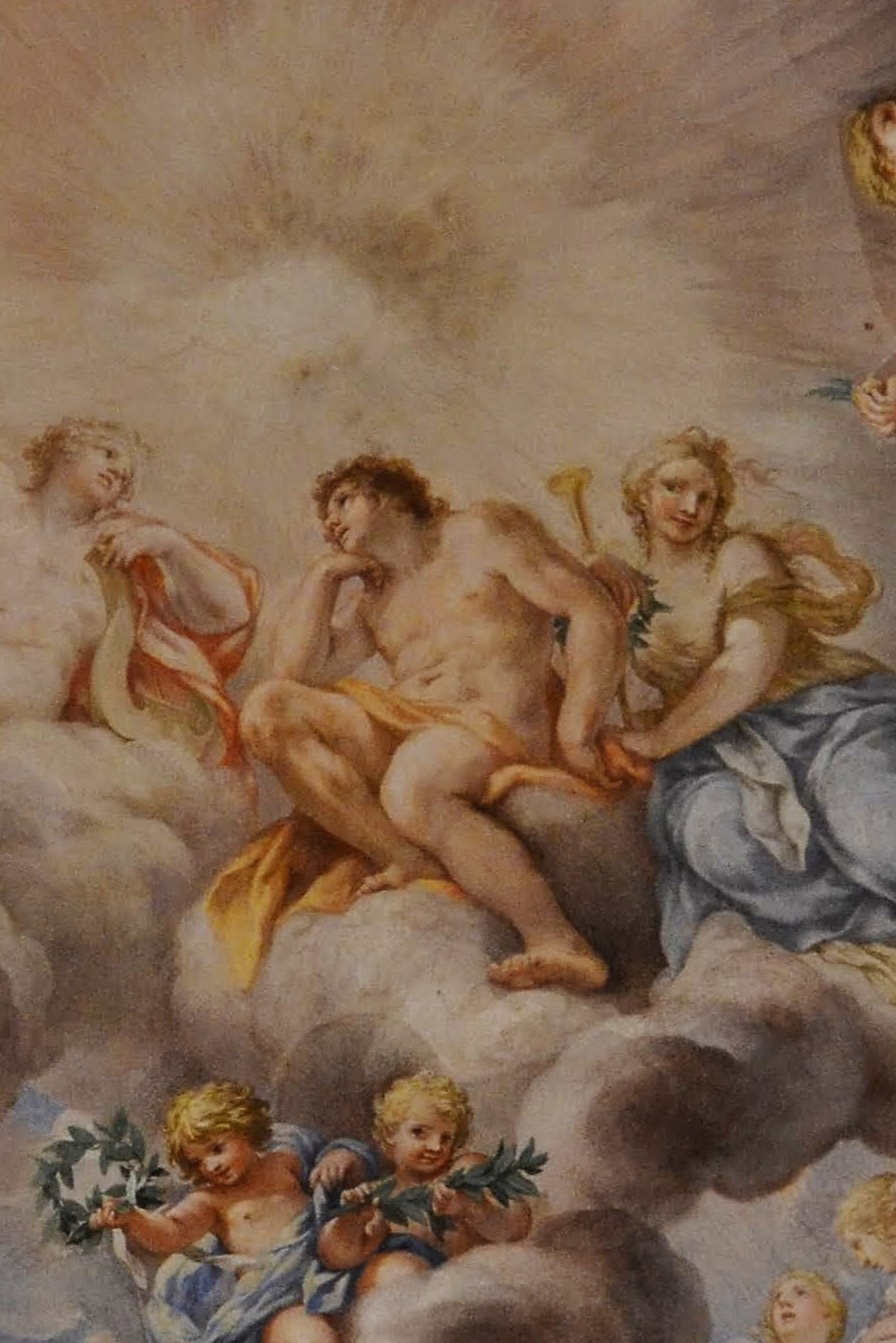
Dettaglio del principe Medici nella volta della sala di Apollo

Gli affreschi della sala di Apollo, anticamera per i nobili, furono avviati solo nel 1647, con la realizzazione nella volta del ciclo del Principe mediceo guidato dalla Fama al cospetto di Apollo, con nei quattro peducci otto muse compagne di Apollo, ritratte a coppie, mentre nei quattro rettangoli del sottarco sono le storie di personaggi dell'antichità che hanno contribuito allo sviluppo della cultura, quindi Giustiniano, Giulio Cesare, Augusto che ascolta la lettura dell'Eneide, Alessandro Magno che riceve i poemi di Omero. I numerosi stucchi presenti in sala raffigurano allegorie, tritoni, mostri marini, prigioni e altri personaggi della mitologia, mentre in quattro ovali lungo il perimetro dell'affresco centrale della volta sono i rilievi con le scene di Apollo e Marsia, Apollo e Dafne, Apollo e Pitone e Apollo e Giacinto.

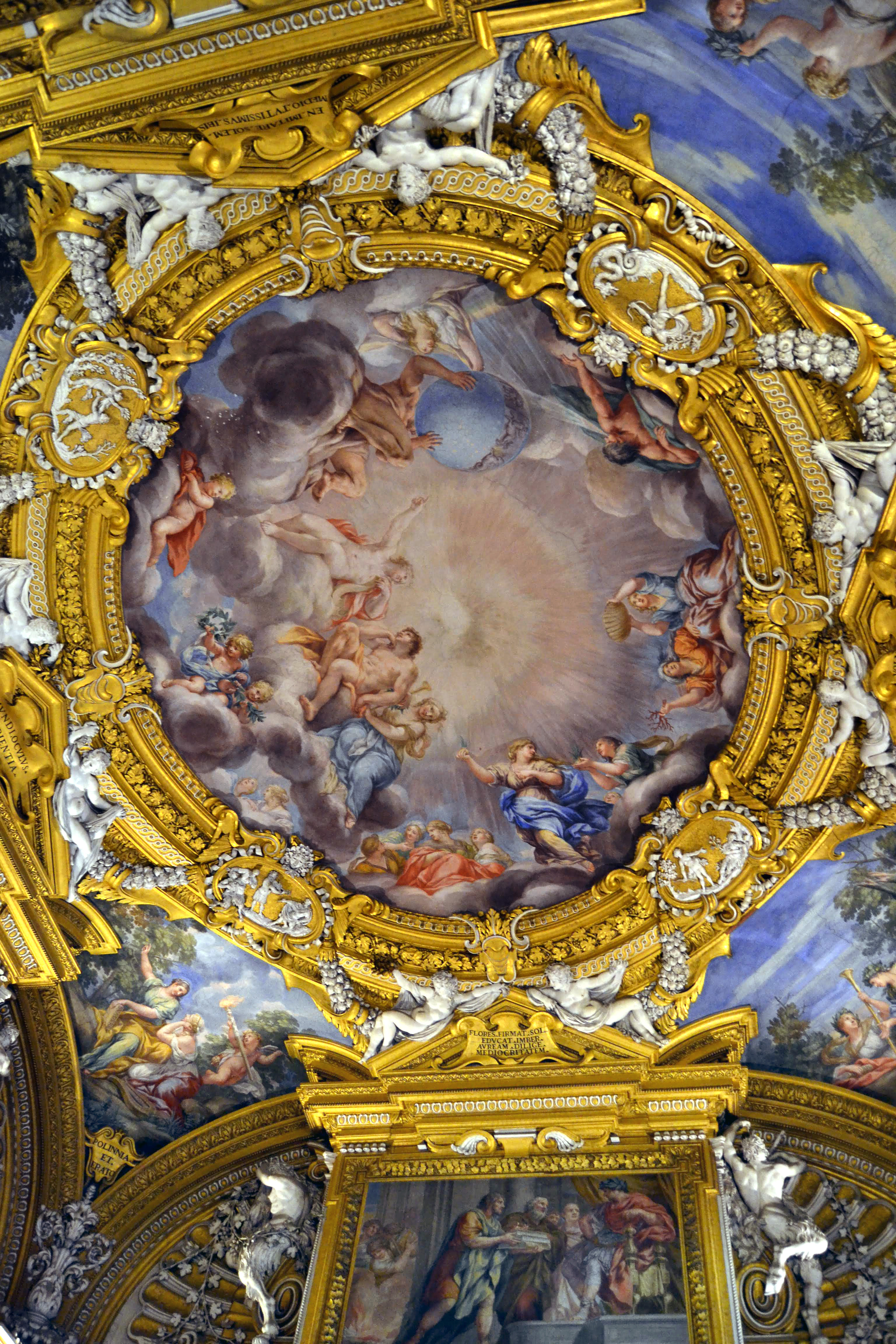
Sala di Apollo

Dal punto di vista iconografico, i cicli di questa sala rappresentano come un principe, in età della giovinezza, dovesse acquistare la sapienza per ben governare, proteggendo arti e studi.
In ordine di successione, negli appartamenti granducali, la seconda stanza dopo quella di Venere era quella dedicata ad Apollo. Tuttavia, innalzate le impalcature già nel 1642 per consentire agli stuccatori di iniziare a lavorare, mentre il Cortona faceva un breve rientro a Roma, queste verranno tolte definitivamente solo diciotto anni dopo (nel 1660). É noto infatti che il Cortona di rientro a Firenze nel 1643 trovò la sala ancora indietro nella sua realizzazione, e quindi per ovviare al problema di rischiare di perdere ulteriore tempo senza effettuare alcun lavoro, procedette con la stesura degli affreschi di una successiva stanza (dalle fonti storiografiche non si sa con certezza se quella su cui si concentrò il Cortona sia quella di Giove, che non è la reale successiva a quella di Apollo, o se in quella che di fatto era la reale seguente, cioè di Marte).
La stesura dell'opera non fu comunque terminata dal Cortona, che in quello stesso 1647, infatti, fece definitivo ritorno a Roma senza mai più metter piede a Firenze. Le prime intenzioni del pittore, stando a una lettera del gennaio 1649, erano comunque quelle di tornare a Firenze per completare il ciclo, tuttavia, visti gli impegni sorti a Roma, al seguito dei padri filippini in Vallicella nonché del papa Innocenzo X, ancorché la condizione di salute che andava via via degenerando, ciò non si concretizzò mai. In occasione delle nozze tra Cosimo III de' Medici con Margherita Luisa d'Orléans, in previsione dei festeggiamenti che si sarebbero dovuti effettuare nella sala, i lavori non poterono più essere rimandati. Quindi, in accordo con i commettenti, gli affreschi furono completati dall'allievo Ciro Ferri che continuò il progetto iconografico del maestro secondo cartoni realizzati dallo stesso e inviati da Roma. Giunto a Firenze nel 1659, il Ferri soggiornò direttamente nel palazzo Pitti (mentre il Cortona nei suoi trascorsi fiorentini ha sempre soggiornato presso l'abitazione di Michelangelo Buonarroti il Giovane): sono attribuiti al Ferri alcune parti a destra della scena della volta, fino alle due donne con le conchiglie e i coralli sul lato opposto. Dei quattro riquadri, invece, tre sono attribuiti a lui mentre uno solo, quello con la Storia di Augusto, è di mano del Cortona. Del Cortona esistono poi anche disegni preparatori sul ciclo di Apollo, conservati oggi al Louvre, nella collezione Duke di Londra o nel Gabinetto delle stampe di Roma.
Sia fonti più datate che quelle più recenti ritengono che questa sia l'ultima sala su cui il Cortona lavorò, intorno al 1647 nel primo caso, dal 1645 al 1647 nel secondo, mentre al Ferri spetta il completamento nel 1659.

### Sala di Marte

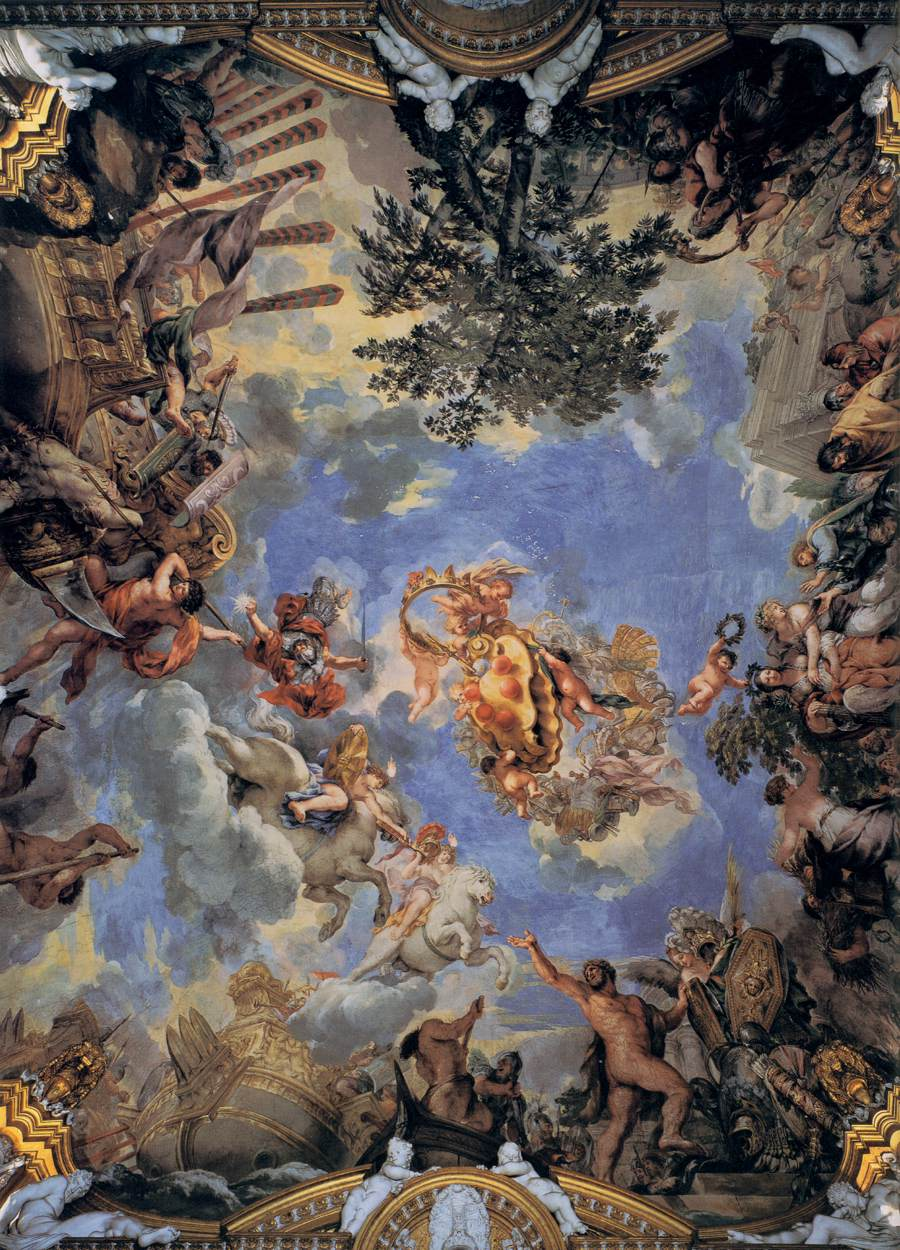
Sala di Marte

Nella sala di Marte, utilizzata come anticamera per gli ambasciatori e personalità di spicco della politica, fu compiuto il grande ciclo sull'Educazione del principe, concepito con una continuità narrativa e scenica, diverrà modello per le generazioni future delle decorazioni ad affresco nelle volte dei palazzi nobiliari. Le storie che si snodano in questa sala sono: Il giovane principe che conduce i suoi soldati all'assalto delle navi avversarie, con Marte che scende dal cielo e fa piovere sul capo del principe i raggi del suo pianeta, I Dioscuri che appaiono in cielo su due cavalli bianchi e offrono una spada e un elmo a Ercole, La Giustizia e la Pace, Il corteo trionfale del principe preceduto dai nemici prigionieri.
Il ciclo vuole dimostrare come il principe Medici, in età affermata, dovesse essere anche valoroso in guerra, esperto condottiero e pronto a difendere il proprio regno dagli attacchi nemici.
Il Cortona lavorò alla sala dedicata a Marte lasciando quindi ancora incompiuta la seconda in ordine di successione dell'appartamento, ossia quella di Apollo. I lavori nella sala di Marte durarono circa nove mesi, da dicembre del 1646 all'estate 1647, secondo fonti più datate, dal 1644 al 1645 secondo altre più recenti.
Al centro della volta fa bella mostra lo scudo Medici, sopra il quale alcuni putti posano la corona reale, dove a sua volta compare sulla parte interna il nome di Ferdinando II de' Medici, committente dei cicli delle sale.

### Sala di Giove

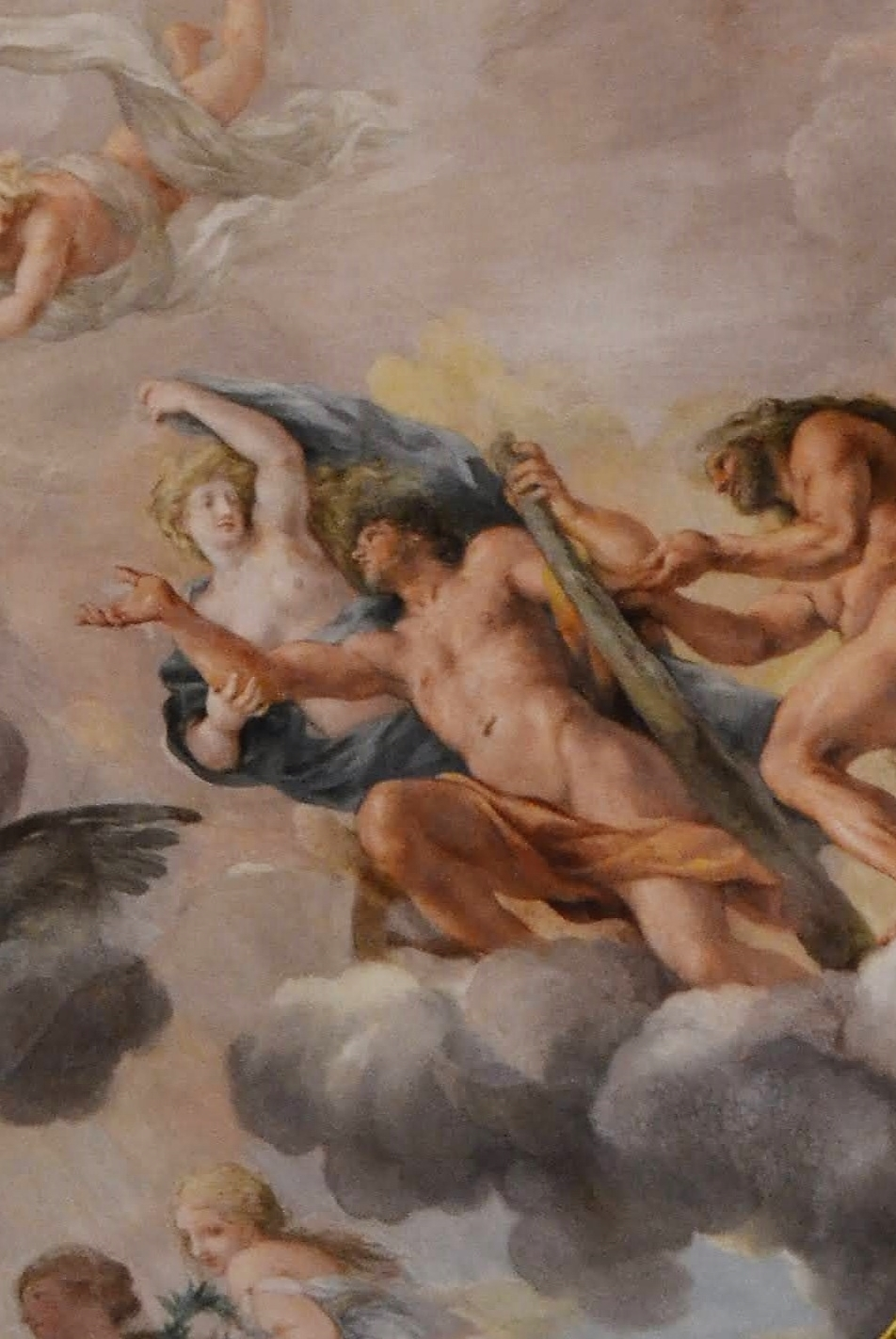
Dettaglio del principe Medici nella volta della sala di Giove

Per la sala di Giove, anche sala dell'Udienza, dov'era il trono del granduca, avvenne la decorazione con al centro della volta Giove che incorona il principe mediceo vincitore. Nelle otto lunette lungo il fregio delle pareti sono: Il Furore invoca la Discordia, Il Furore abbandona la terra, I Dioscuri riconducono i cavalli nello zodiaco, Vulcano cessa di fabbricare armi da guerra, Diana sospende la caccia, Mercurio annuncia la pace agli uomini, Minerva insegna a Cecrope l'arte dell'ulivo, Apollo risveglia negli uomini l'amore delle arti.

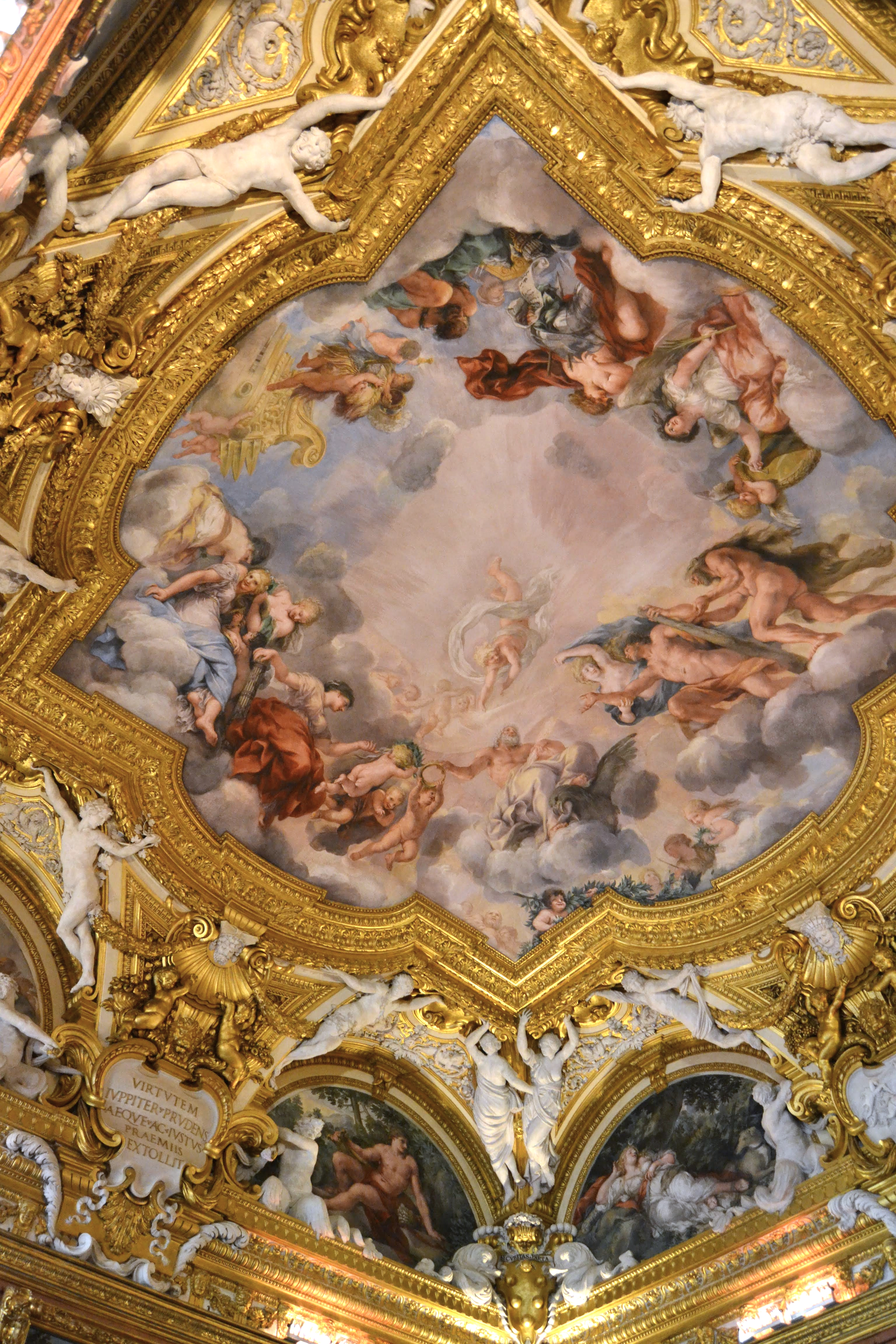
Sala di Giove

Le numerose figure in stucco, di cui quelle delle lunette che invadono anche lo spazio degli affreschi, mostrano allegorie, mostri marini, tritoni e altri personaggi della mitologia, mentre al centro su due dei quattro i lati del soffitto sono rilievi con scene mitologiche, mentre sugli altri due lati sono cartigli scolpiti con inscrizioni alludenti alle virtù di Giove.
Dal punto di vista allegorico, la scena vuole rappresentare come la Fama, la Gloria e l'Immortalità siano la ricompensa serbata alle virtù morali, civili e politiche, nonché alle imprese militari di un principe governatore, in età matura.
Secondo studi più datati, la sala fu compiuta tra il dicembre 1643 e il dicembre 1646, probabilmente successivamente al rinvio dei lavori nella sala di Apollo. L'ipotesi che sia stata questa la sala su cui il Cortona abbia lavorato immediatamente dopo quella di Venere è data dal fatto che in una lettera inviata a Cassiano dal Pozzo nel 6 maggio 1646, il pittore parlava della celebrazione delle nozze tra la principessa Anna de' Medici e l'arciduca Ferdinando Carlo d'Austria, che furono compiute proprio nella stanza di Giove (lasciando quindi desumere che la sala sia stata terminata sicuramente per quell'anno). Un'altra notizia che dà supporto alla tesi secondo cui la seconda sala su cui lavorò il Cortona fu quella di Giove è data dal fatto che a cavallo tra il 1643 e il 1644 risultano numerosi pagamenti agli stuccatori che lavoravano col maestro. La sala di Giove, assieme a quella di Apollo, era infatti l'unica che necessitava interventi notevoli di questo tipo, mentre quella di Marte era pressoché dominata esclusivamente dal ciclo di affreschi che il Cortona eseguirà. Inoltre, sapendo i tempi di lavoro dei restanti ambienti su cui lavorò il Cortona, grazie alle corrispondenze che via via il pittore inviava, seppur senza specificare a quali ambienti facessero riferimento, si sa che per una sala l'artista vi lavorò due anni, mentre per un'altra poco più di sei mesi. Resta pertanto difficile pensare che per una sala complessa come quella di Giove il Cortona vi abbia lavorato solo poco più di sei mesi, mentre in quella di Marte, dov'è presente solo il suo affresco (seppur il più notevole eseguito in quelle sale) vi avrebbe lavorato per due anni.
Secondo studi più recenti, invece, la sala sarebbe stata la prima ad essere eseguita, tra il 1641 e il 1644, ancorché risulta una lettera del segretario granducale Giovan Battista Gondi, il quale informava l'ambasciatore fiorentino a Parigi che il Cortona non avrebbe potuto lasciare Firenze fino a settembre del 1642, in quanto doveva ultimare la sala delle Udienze del palazzo (corrispondente a quella di Giove). Ancora a testimonianza di ciò, risulta esserci un ulteriore documento d'archivio di marzo 1642 da cui si evince che il cardinale Giovancarlo de' Medici aveva comunicato al fratello Ferdinando II di far cominciare la seconda sala al Cortona, che era ritenuta dal pittore stesso essere la più difficile. Tenuto conto che la sala di Marte era pressoché semplice nella sua conformazione (decorata solo con affreschi, senza stucchi), la seconda sala a cui poté lavorare il pittore non poteva che essere quella di Venere, visto che quella di Apollo era inagibile causa impalcature innalzate dagli stuccatori.

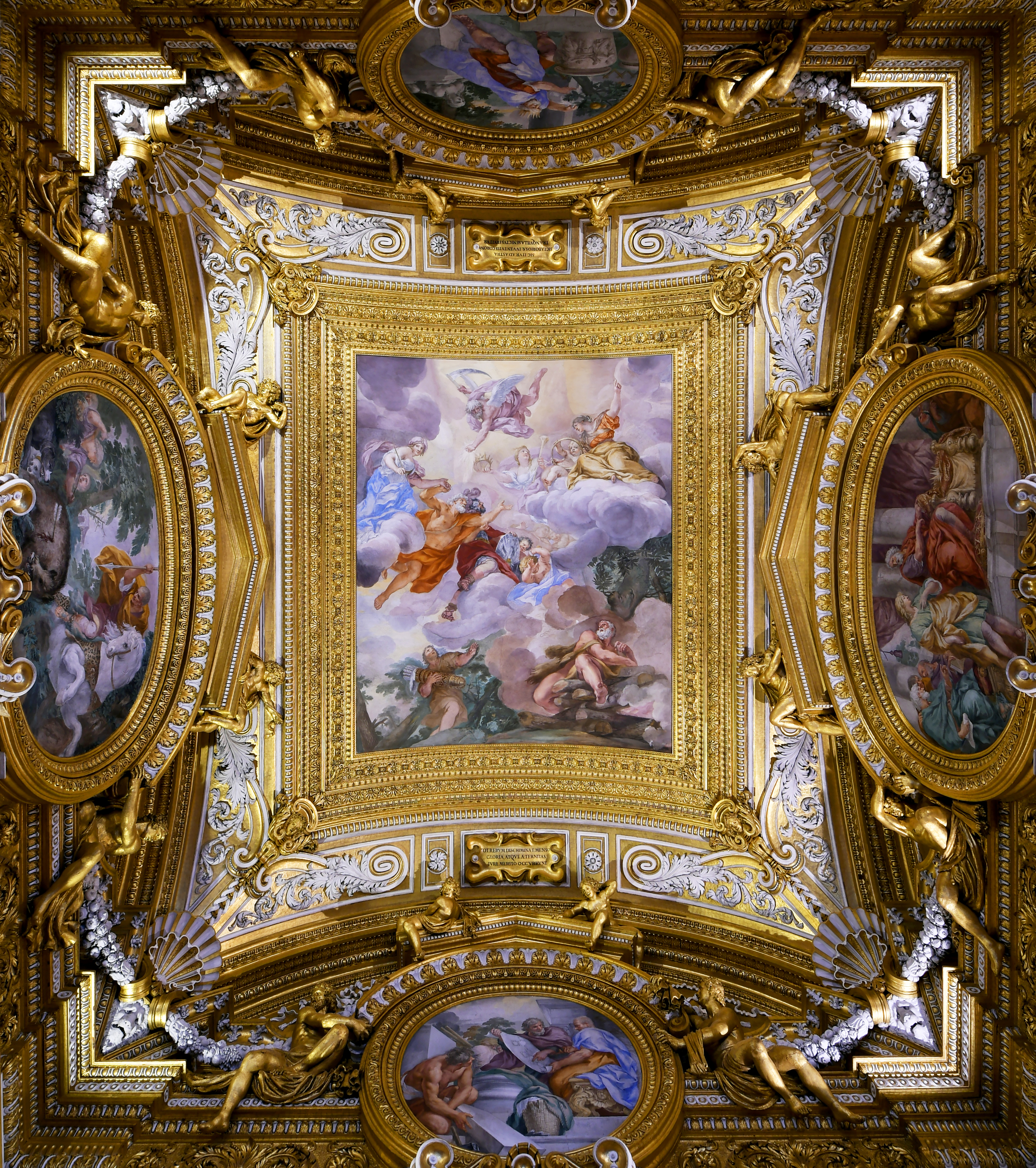
Sala di Saturno

### Sala di Saturno

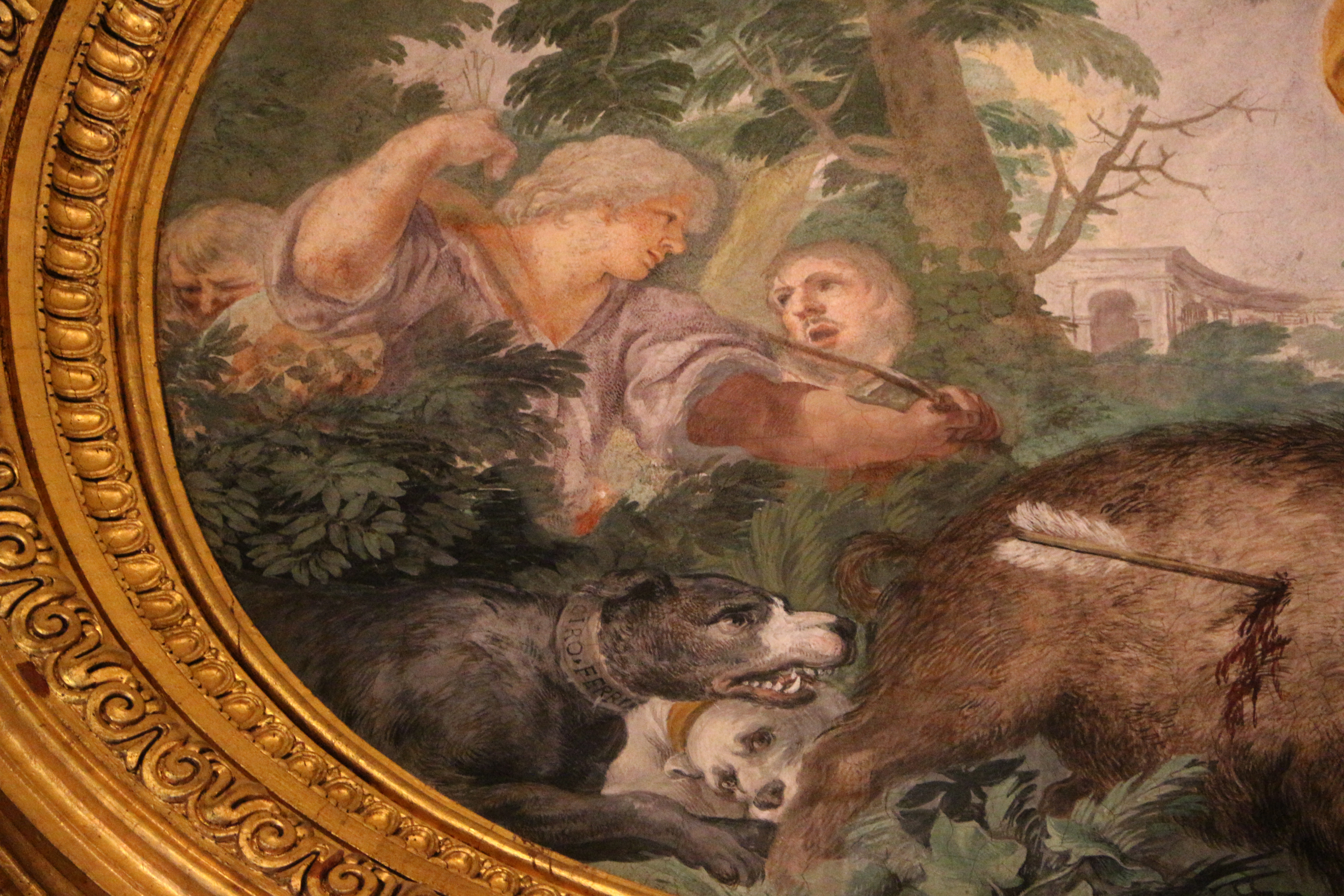
Dettaglio della firma di Ciro Ferri nell'ovale di Silla

Nella sala di Saturno, prima camera degli appartamenti privati del granduca, venne realizzata nel centro della volta l'Apoteosi del principe Medici nel cielo di Saturno, mentre nei quattro ovali lungo i registri superiori delle pareti sono scene sulla saggezza senile: Ciro re di Persia, Silla a caccia, Licurgo e Scipione l'Africano.
Il ciclo raffigura il principe, in età saggia, che riceve la corona dalla Fama e dall'Eternità, condotto dalla Prudenza e dal Valore verso il cielo di Saturno (rappresentato con una falce, simbolo di conoscenza dell'arte agricola), mentre in basso a destra è Ercole in riposo.
La stanza di Saturno non verrà mai realizzata dal Cortona, in quanto già al 1647 aveva lasciato la città toscana per fare definitivo ritorno a Roma. Anziano e impossibilitato a muoversi dall'Urbe, il Cortona fu semplicemente supervisore e garante dei cartoni preparati da Ciro Ferri, assicurando alla corte medicea la buon riuscita dell'opera. Ciro Ferri ritornò dunque ad abitare nel palazzo Pitti per compiere l'ultima sala del progetto iconografico redatto da Francesco Rondinelli più di venti anni prima. Ci vollero solo due anni per completare i cicli di affreschi, dal 1663 al 1665, e gli stessi furono scoperti in occasione del compleanno di Ferinando II. L'opera riuscì particolarmente bene, ricca anche di decorazioni dorate delle figure in stucco, tant'è che Lorenzo Magalotti (letterato e scienziato) la ritenne la più ricca di tutto l'appartamento, volute dallo stesso Ferri che così facendo fece lievitare notevolmente i costi di realizzazione dell'opera.
Nei due ovali con Ciro re di Persia e Silla a caccia sono presenti due firme del pittore: nel primo caso sulla base della sfinge è la sigla "C.F.", nel secondo sul collare del cane in primo piano è invece la sua firma per intero.

## Catalogo delle scene
| Immagine | Titolo                                                                    | Collocazione | Autore            | Note |
| -------- | ------------------------------------------------------------------------- | ------------ | ----------------- | --- |
|          | Il principe Medici strappato da Venere e condotto da Minerva verso Ercole | volta        | Pietro da Cortona | |
|          | Ciro rifiuta Pantea moglie di Abbrada                                     | lunetta      | Pietro da Cortona | |
|          | Alessandro e la famiglia di Dario                                         | lunetta      | Pietro da Cortona | |
|          | Antioco e Stratonice                                                      | lunetta      | Pietro da Cortona | Sopra l'inscrizione latina è posta una piccola finestra nascosta, utile al granduca per ascoltare di nascosto le conversazioni del popolo che era in attesa del suo ricevimento. |
|          | Antioco III e la sacerdotessa di Diana                                    | lunetta      | Pietro da Cortona | |
|          | La continenza di Scipione                                                 | lunetta      | Pietro da Cortona | |
|          | Morte di Sofonisba e Massinissa                                           | lunetta      | Pietro da Cortona | |
|          | Ottaviano e Cleopatra                                                     | lunetta      | Pietro da Cortona | |
|          | Fausta che tenta il figliastro Crispo                                     | lunetta      | Pietro da Cortona | |

| Immagine | Titolo | Collocazione | Autore                         |
| -------- | --- | ------------ | ------------------------------ |
|          | Il principe mediceo guidato dalla Fama al cospetto di Apollo, mentre ercole sorregge il globo con la ruota zodiacale, simbolo delle dodici fatiche | volta        | Pietro da Cortona e Ciro Ferri |
|          | Talia e Clio | peduccio     | Pietro da Cortona e Ciro Ferri |
|          | Polimnia ed Erato | peduccio     | Pietro da Cortona e Ciro Ferri |
|          | Urania ed Euterpe | peduccio     | Pietro da Cortona e Ciro Ferri |
|          | Calliope e Melpomene | peduccio     | Pietro da Cortona e Ciro Ferri |
|          | Storia di Giustiniano | riquadro     | Ciro Ferri                     |
|          | Storia di Augusto che ascolta la lettura dell'Eneide                                                                                               | riquadro     | Pietro da Cortona              |
|          | Storia di Alessandro Magno che riceve i poemi di Omero                                                                                             | riquadro     | Ciro Ferri                     |
|          | Storia di Giulio Cesare | riquadro     | Ciro Ferri                     |

| Immagine | Titolo | Collocazione | Autore            | Note                                                                                         |
| -------- | --- | ------------ | ----------------- | -------------------------------------------------------------------------------------------- |
|          | Lo scudo de' Medici                                                                                               | volta        | Pietro da Cortona | Sul lato interno della corona è riportato il nome del committente, Ferdinando II de' Medici. |
|          | Il giovane principe che conduce i suoi soldati verso alcune navi                                                  | volta        | Pietro da Cortona |                                                                                              |
|          | Il combattimento navale con Marte che scende dal cielo e fa piovere sul capo del principe i raggi del suo pianeta | volta        | Pietro da Cortona |                                                                                              |
|          | I Dioscuri appaiono in cielo su due cavalli bianchi e offrono una spada e un elmo e Ercole                        | volta        | Pietro da Cortona |                                                                                              |
|          | La Giustizia e la Pace                                                                                            | volta        | Pietro da Cortona |                                                                                              |
|          | Il corteo trionfale del principe preceduto dai nemici prigionieri                                                 | volta        | Pietro da Cortona |                                                                                              |

| Immagine | Titolo | Collocazione                   | Autore            |
| --- | --- | ------------------------------ | ----------------- |
| | Giove incorona il principe mediceo vincitore. Il principe è presentato da Ercole e Fortuna, mentre in basso sotto il trono di nubi sono, la Prudenza, la Temperanza e la Fortezza | sul lato inferiore della volta | Pietro da Cortona |
| La Vittoria scrive su uno scudo la "M" (Medici), con il Genio della Guerra e Marte vicino al Furore incatenato, con tre Geni che sollevano l'elmo e la spada dategli dai Dioscuri e alle spalle la nave degli Argonauti da cui è sceso il principe | sul lato destro e superiore della volta | Pietro da Cortona              |                   |
| La Giustizia, la Gloria, la Generosità e la Grazia | sul lato sinistro della volta | Pietro da Cortona              |                   |
| Apollo che mostra le sette stelle dell'Orsa | al centro della volta | Pietro da Cortona              |                   |
| | Il Furore invoca la Discordia | lunetta                        | Pietro da Cortona |
| | Il Furore abbandona la terra | lunetta                        | Pietro da Cortona |
| | I Dioscuri riconducono i cavalli nello zodiaco | lunetta                        | Pietro da Cortona |
| | Vulcano cessa di fabbricare armi da guerra | lunetta                        | Pietro da Cortona |
| | Diana sospende la caccia | lunetta                        | Pietro da Cortona |
| | Mercurio annuncia la pace agli uomini | lunetta                        | Pietro da Cortona |
| | Minerva insegna a Cecrope l'arte dell'ulivo | lunetta                        | Pietro da Cortona |
| | Apollo risveglia negli uomini l'amore delle arti | lunetta                        | Pietro da Cortona |

| Immagine | Titolo                                                                       | Collocazione      | Autore     | Note                                                                 |
| -------- | ---------------------------------------------------------------------------- | ----------------- | ---------- | -------------------------------------------------------------------- |
|          | L'ascesa del principe Medici nel cielo di Saturno, mentre Ercole è in riposo | volta             | Ciro Ferri |                                                                      |
|          | Ovale di Ciro re di Persia                                                   | ovale superiore   | Ciro Ferri | Sulla base della sfinge è presente la sigla "C.F." del pittore       |
|          | Ovale di Silla a caccia                                                      | ovale di sinistra | Ciro Ferri | Lungo il collare del cane è presente la firma per esteso del pittore |
|          | Ovale di Licurgo                                                             | ovale inferiore   | Ciro Ferri |                                                                      |
|          | Ovale di Scipione                                                            | ovale di destra   | Ciro Ferri |                                                                      |